# 小豆警察署
小豆警察署（しょうずけいさつしょ）は、香川県警察が管轄する警察署の一つである。

## 所在地
- 香川県小豆郡小豆島町苗羽甲1351番地1

## 管轄区域
- 小豆郡小豆島町、土庄町

## 沿革
- 2004年（平成16年）4月1日：土庄警察署と内海警察署を統合し、新たに香川県小豆警察署となった。
- 2006年（平成18年）3月21日：小豆郡内海町と池田町が新設合併し、小豆島町となり、管轄市町村数は3町から2町となった。

## 交番
（ ）の中は所在地
- 土庄交番（土庄町淵崎）

## 駐在所
（ ）の中は所在地
- 大部駐在所（土庄町大部）
- 大鐸駐在所（土庄町肥土山）
- 北浦駐在所（土庄町見目）
- 四海駐在所（土庄町伊喜末）
- 豊島駐在所（土庄町豊島家浦）
- 福田駐在所（小豆島町福田）
- 橘駐在所（小豆島町橘）
- 坂手駐在所（小豆島町坂手）
- 安田駐在所（小豆島町安田）
- 草壁駐在所（小豆島町草壁本町）
- 池田駐在所（小豆島町池田）
- 三都駐在所（小豆島町吉野）

## 警備艇
- 香3 おりーぶ 8m型 1993/11-

## 主な未解決事件
- 土庄町死亡ひき逃げ交通事故[1]

## 備考
旧土庄警察署の庁舎は、現在は小豆運転免許更新センターとして使われている。